# Orfeu e Eurídice (ópera)
Orfeu e Eurídice (em italiano: Orfeo ed Euridice; em francês: Orphée et Eurydice) é uma ópera de Christoph Willibald Gluck baseada no mito de Orfeu, com libreto por Ranieri de' Calzabigi.
| Papel    | Voz                                                                                             | Estreia italiana 5 de outubro de 1762 (Maestro: - ) | Versão revista francês 2 de agosto de 1774 (Maestro: - ) |
| -------- | ----------------------------------------------------------------------------------------------- | --------------------------------------------------- | -------------------------------------------------------- |
| Orfeo    | Alto castrato (estreia italiana), Tenor alto, Haute-contre (estreia francesa), ou mezzo-soprano | Gaetano Guadagni                                    | Joseph Legros                                            |
| Amore    | soprano                                                                                         | Marianna Bianchi                                    | Sophie Arnould                                           |
| Euridice | soprano                                                                                         | Lucia Clavereau                                     | Rosalie Levasseur                                        |